# 25. Tarnowska Nagroda Filmowa
25. Tarnowska Nagroda Filmowa – odbyła się w dniach 9–16 maja 2011 roku.

## Filmy konkursowe

### Konkurs główny
- Chrzest – reż. Marcin Wrona
- Cudowne lato – reż. Ryszard Brylski
- Czarny czwartek. Janek Wiśniewski padł – reż. Antoni Krauze
- Erratum – reż. Marek Lechki
- Essential Killing – reż. Jerzy Skolimowski
- Ewa – reż. Adam Sikora, Ingmar Villqist
- Joanna – reż. Feliks Falk
- Jutro będzie lepiej – reż. Dorota Kędzierzawska
- Lincz – reż. Krzysztof Łukaszewicz
- Made in Poland – reż. Przemysław Wojcieszek
- Mała matura 1947 – reż. Janusz Majewski
- Matka Teresa od kotów – reż. Paweł Sala
- Nie ten człowiek – reż. Paweł Wendorff
- Prosta historia o miłości – reż. Arkadiusz Jakubik
- Różyczka – reż. Jan Kidawa-Błoński
- Sala samobójców – reż. Jan Komasa[a]
- Skrzydlate świnie – reż. Anna Kazejak
- Śluby panieńskie – reż. Filip Bajon
- Wenecja – reż. Jan Jakub Kolski
- Wygrany – reż. Wiesław Saniewski
- Zwerbowana miłość – reż. Tadeusz Król

### Konkurs „Kino Młodego Widza”
- Baśnie i bajki polskie, odc.:
  - Dar Skarbnika – reż. Robert Turło
  - O Zefliku i smoku – reż. Andrzej Kukuła
  - Poznańskie koziołki – reż. Jacek Adamczak, Janusz Gałązkowski
- Hip-Hip i Hurra, odc.:
  - Dlaczego Paw został wyrzucony z Ptasiej Opery? – reż. Bolesław Ugielski
  - Dlaczego urósł brzuch sąsiadce? – reż. Elżbieta Wąsik
  - Kto odchudził Księżyc? – reż. Elżbieta Wąsik
  - Kto skopał ogród? – reż. Andrzej Szych
  - Ogromne, kolorowe i ma dwie nogi – reż. Elżbieta Wąsik
  - Skąd ten zapach? – reż. Bolesław Ugielski
  - Tajemnicze zniknięcie gąsienicy – reż. Wiesław Zięba
- Chcemy wielkie dzieło pacnąć – reż. Piotr Furmankiewicz
- Kosmiczna lekcja – reż. Andrzej Morawski
- Szalony zegar – reż. Leszek Gałysz

## Skład jury
- Jacek Bławut – reżyser, przewodniczący jury
- Jerzy Armata – krytyk filmowy, dyrektor artystyczny festiwalu
- Barbara Brożek-Czekańska – artysta plastyk
- Roman Gutek – dyrektor festiwalu Era Nowe Horyzonty
- Jerzy Hebda – radny Miasta Tarnowa, przewodniczący Komisji Kultury
- Ryszard Jaźwiński – dziennikarz filmowy Programu III Polskiego Radia
- Krystyna Latała – wiceprezydent Miasta Tarnowa
- Łukasz Maciejewski – krytyk filmowy
- Grzegorz Molewski – koordynator projektu KinoRP
- Paweł Piszczek – rzecznik prasowy Azotów Tarnów
- Jacek Rakowiecki – krytyk filmowy, redaktor naczelny miesięcznika Film
- Rosław Szaybo – artysta plastyk
- Mariusz Wilczyński – reżyser, performer
- Kamil Wszołek – dziennikarz RDN Małopolska

## Laureaci

### Konkurs główny
- Nagroda Grand Prix – Statuetka Maszkarona: 
  - Erratum – reż. Marek Lechki

- Nagroda Jury Młodzieżowego – Statuetka Kamerzysty: 
  - Chrzest – reż. Marcin Wrona

- Nagroda publiczności – Statuetka Publika: 
  - Wygrany – reż. Wiesław Saniewski

- Nagrody specjalne jury:
  - Paweł Sala – za debiut reżyserski (Matka Teresa od kotów)
  - Arkadiusz Jakubik – za debiut reżyserski (Prosta historia o miłości)

- Nagroda za całokształt twórczości:
  - Danuta Szaflarska

### Konkurs „Kino Młodego Widza”
- Nagroda Jury Dziecięcego – Statuetka Koguta:
  - Baśnie i bajki polskie, odc. O Zefliku i smoku – reż. Andrzej Kukuła